# Kalamúni incidens (2015. április)
A 2015. áprilisi kalamúni incidens egy 2015. április 25-én reggel lezajlott izraeli támadássorozat volt, melynek célpontjai a szíriai Kalamún-hegységben lévő támaszpontok voltak. Itt állomásozott a 155. Dandár valamint a kalamúni 65. Dandár. Két fegyverszállító konvojt is megtámadtak, itt a jelentések szerint egy ember halt meg. Ellenzéki források szerint a célpontok a Hezbollah különböző táborai és két helyszínen ammónia-raktárak voltak. Kteife, Yabrud és egy kalamúni falu környékéről több robbanás hallatszott. A támadások után röviddel füstfelhőt lehetett látni a 65. Dandár bázisának a környékén is.
Ellentmondó források szerint ez vagy az al-Nuszra Front szárazföldi támadásai voltak, vagy az izraeli légierő légi támadásai. Az eddigi hasonló eseményekkel ellentétben Izrael most cáfolta, hogy bármi köze is lenne az incidenshez.